# Protektorat Aden
Protektorat Aden (arapski: محمية عدن) bio je Britanski protektorat na jugu Arapskog poluotoka koji je trajao od kraja 19. st. do sredine 20. st. Zajedno s Kolonijom Aden, bio je poznat pod imenom Južna Arabija te kasnije Južni Jemen. Danas je teritorij bivšeg protektorata dio države Jemen.

## Povijest

### Početci
Protektorat Aden je na samom startu nastao iz neslužbenih dogovora između Britanskog carstva i devet Jemenskih plemenskih vođa iz neposrednog zaleđa grada i luke Aden.
- Sultanat Lahij
- Šeikat Alavi
- Emirat Dala (Amiri)
- Šeikat Akrabi
- Sultanat Donji Aulaki
- Sultanat Fadli
- Sultanat Haushabi
- Sultanat Subeihi
- Sultanat Donja Jafa

Britanci su svoje širenje na jugu Jemena osmislili iz strateških razloga, da osiguraju plovni put do svoje krunske kolonije Britanske Indije, Aden je bio važna postaja na tom putu iz Crvenog mora do idijskih luka. Od 1874. godine, ove ugovore o zaštiti, prešutno je prihvaćalo već dobro poljuljano Osmansko carstvo, koje je formalno i nadalje imalo suverenitet nad Jemenskim sjeverom (a i na jugu, ali bez ikakvog prava). Ta politika zvala se  "Politika devet plemena" ili "Politika devet kantona."

### Službeni ugovori o zaštiti
Od službenog ugovora o zaštiti sklopljenog s Hadhramskim Sultanatom Mahra Qishn i Sokotra 1886. godine, Britanija je polako radila na formaliziranju svojih ugovora o zaštiti, ukupno je zakjučila 30 ugovora, od kojih je zadnji potpisan 1954. godine. Ovi ugovori, zajedno s brojnim drugim manjim sporazumima, stvorili su Protektorat Aden, koji se prostirao od Adena do Hadhramauta na istoku (to je kasnije postao Južni Jemen), u Protektoratu nije bio Aden i njegova neposredna okolica, on je bio i ostao Kolonija Aden, jedini dio Protektorata nad kojim suverenitet nisu imali arapski vladari. Ovi Ugovori o zaštiti imali su i klauzulu po kojoj arapski vlastodršci nisu smjeli sklapati nikakve slične ugovore s nekom trećom stranom.
Od 1917., uprava nad Adenskim protektoratom je u nadležnosti Britanskog ministarstva vanjskih poslova, do tada je bila jedan od resora britanske Vlade Indije. Zvog djelotvornije uprave, protektorat je neslužbeno podijeljen na Istočni (sjedište Mukalla od 1937. do 1967.) i Zapadni dio (sjedište Lahij od 1937. – 1967.) u svakom od sjedišta bio je britanski upravitelj zadužen za svoj dio protektorata.
Zbog sigurnosnih razloga Britanci su 1928. godine, osnovali Adenski stožer (Aden Command), koji je bio pod nadležnošću Kraljevskih zračnih snaga. Kasnije su te snage preimenovane u Britanske snage iz Adena (1936.) koje su zvali i Britanska vojska Arapskog poluotoka, ili Komanda Srednjeg Istoka, Aden (Middle East Command, Aden).

Istočni dio Protektorata Aden imao je površinu od 230,000 km ², u njegovom sastavu bile su sljedeće države (najveći dio njih bio je u dolini Hadramaut):

- Katirska Država Sajun i Hadramaut
- Sultanat Mahra
- Qu'aiti Država Hadhramauta
- Vahidski Sultanat Balhaf
- Vahidski Vilajet Bir Ali
- Vahidski Sultanat Haban

Zapadni dio Protektorata Aden imao je površinu od 55,000 km², u njegovom sastavu bile su sljedeće države:
- Šeikat Alavi
- Šeikat Akrabi
- Sultanat Audali
- Emirat Bejhan
- Šeikat Datina
- Emirat Dala
- Sultanat Fadli
- Sultanat Haushabi
- Sultanat Lahij
- Sultanat Donji Aulaki
- Sultanat Donja Jafa
- Šeikat Kutaibi unutar Emirata Dala
- Šeikat Shaib
- Šeikat Gornji Aulaki
- Sultanat Gornji Aulaki
- Pet šeikata Sultanata Gornja Jafa:
  - Busi
  - Dhubi
  - Hadrami
  - Maflahi
  - Mausata
- Sultanat Gornja Jafa

Granice između vazalnih sultanata, šeikata i ostalih egzotičnih tvorevina, bile su provizorne i često su se mijenjale, čak se i njihov broj često mijenjao tijekom vremena. Pojedini sultanati poput Sultanata Mahra nisu imali gotovo nikakvu upravu ili nešto što bi bilo nalik državnom aparatu. 

### Savjetodavni Ugovori
Od 1938. godine, Velika Britanija otpočela je s novom politikom, - počeli su nuditi nove Ugovore o Savjetovanju, prvi takav ugovor sklopljen je s sultanom Qu'aitia, a tijekom 1940-ih i 1950-ih, slične ugovore sklopili su s drugih dvanaest sultanata i šeikata. Takve ugovore imali su:
Istočne države Protektorata:
- Katirska Država Sajun i Hadramaut
- Sultanat Mahra
- Qu'aiti Država Hadhramauta
- Vahidski Sultanat Balhaf

Zapadne države Protektorata
- Sultanat Audali
- Emirat Bejhan
- Emirat Dala
- Sultanat Haushabi
- Sultanat Fadli
- Sultanat Lahij
- Sultanat Donji Aulaki
- Sultanat Donja Jafa
- Šeikat Gornji Aulaki

Ovi sporazumi su dopuštali Britancima da slobodno postavljaju svoje ljude (resident advisor) po marionetskim državicama koje su ga potpisale, na taj način su oni mogli čvrće kontrolirati njihove unutrašnje poslove. Ovaj naizgled ekonomičan i jednostavan model koji je trebao osigurati stabilnost i mir vladarima marionetskih tvorevina, na kraju je ispao loš, jer je narasla službena korupcija i samovolja vladara koja je graničila s tiranijom. Zbog tog su izbijale česte plemenske pobune, na to bi Britanci odgovarali zračnim napadima i neselektivnom brutalnom kolektivnom kažnjavanju čitavih naselja onih plemena koja su tvrdoglavo ustrajala u otporu protiv Britanaca i njihovih vazala. Nakon Drugog svjetskog rata porastao je i utjecaj tek rođenog arapskog nacionalizma koji je zahvaljujući novoj tehnologiji - tranzistorskim radio aparatima dospio i do najzabačenijih dijelova Jemena.

### Izazovi
Britansku vlast   je prvi počeo ozbiljno ugrožavati kralj Ahmad bin Jahja iz sjevernojemenskog Mutaveklijskog kraljevstva Jemen, koji nije priznavao Britansku vlast po Južnoj Arabiji i želio stvoriti Ujedinjeni Jemen. Kasnih 1940-ih i ranih 1950-ih, njegove snage su sudjelovale u nizu sukoba na demarkacionom teritoriju Lubičastoj zoni, koja je ustanovljena 1914. a služila je kao linija razgraničenja između britanskog Adena i osmanskog Jemena.
Britanski savjetnik za zapadni dio Protektorata Aden iz 1950., Kennedy Trevaskis, sastavio je plan koji je predviđao da se od protektorata stvore dvije federacije, na teritorijima gdje su i tako postojale dvije upravne podjele. Cilj tog plana je bio da se osujete pokušaji destabilizacije sa sjevera od strane kralja Ahmada bin Jahje, koji je na razne načine pomagao anti-britanske snage po Južnom Jemenu, tako da su učestale pobune 1950-ih. Sjeverni Jemen postao je još primamljiviji stanovnicima juga, kad je ušao u Ujedinjenu Arapsku Republiku, federaciju Egipta, Sirije i Sjevernog Jemena iza koje je stajao tada mlad Gamal Abdel Nasser, čija je pojava u arapskom svijetu budila velike nade u bolje sutra.

### Federacija i kraj protektorata
Luka Aden je i nadalje bila od velikog značenja za Veliku Britaniju, iako se britansko kolonijalno carstvo, raspadalo nakon 1945., ovaj put je značenje Adena poraslo jer je on osiguravao siguran dotok bliskoistočne nafte u Europu i Ameriku. Aden iz tog vremena bio je značajno sjedište britanske vojske na Bliskom istoku.
Buđenje arapskog nacionalizma i njihova želja da se oslobode britanske kolonijalne prisutnosti, natjeralo je Britance da od Protektorata Aden naprave Federaciju Arapskih Emirata Juga i tako barem formalno prikriju razloge za nezadovoljstvo kod podanika. To je formalizirano 11. veljače 1959., kad je šest sultanata potpisalo sporazum o osnutku Federacije Arapskih Emirata Juga. U sljedeće tri godine, Federaciji se pridružilo još devet sultanata, a 18. siječnja 1963. i bivša Kolonija Aden, tad je prezvana u Južnoarapsku Federaciju. Međutim istočni sultanati i šeikati nisu se pridružili Federaciji već su osnovali Južnoarapski Protektorat, time je prestao postojati Protektorat Aden.

### Ustanak u Adenu i odlazak Britanaca
Širenje socijalističkih ideja po arapskom svijetu, zvijezda nesvrstanih Gamel Abdel Nasser i sovjetsko prisutstvo u bliskoistočnim sukobima potenciralo je val oružanih pobuna na jugu Jemena. Tako da je 10. studenog 1963. u Federaciji proglašeno izvanredno stanje.
Od 1963. počelo je okrupnjavanje anti -kolonijalnih snaga, koje su se na kraju okupile u dvije rivalske organizacije Narodni oslobodilački front (NLF) - iza kojeg je stajao Egipat i Front za oslobođenje okupiranog Južnog Jemena (FLOSY). Te dvije gerilske organizacije borile su se protiv Britanaca ali i jedna protiv druge.
Značajniji događaj iz tog vremena bila je Bitka za Krater 1967. Stvar se pogoršala kad je 20. lipnja 1967. došlo do pobune i otkazivanja poslušnosti u Vojsci Federacije, koja se proširila i na policiju. Red su ponovno uz velike napore uspostavile jedinice britanske vojske.
Ali su učestali gerilski napadi osobito oni iza kojih je stajao NLF uskoro prisilili Britance da se krajem studenog 1967. konačno napuste Aden.

## Vanjske poveznice
- Zemljovid Arapskog polutoka 1905. - 1923.
- Povijesne zastave Jemena  Arhivirana inačica izvorne stranice od 8. rujna 2015. (Wayback Machine)